# Waldemar Wesström

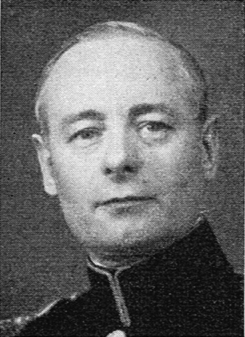
Waldemar Wesström.

Albert Waldemar Wesström, född den 28 juli 1894 i Köping, död den 9 maj 1987 i Stockholm, var en svensk militär. Han var bror till Eric Wesström.
Wesström avlade studentexamen 1914. Han blev fänrik vid kustartilleriet 1916 och löjtnant där 1918, varefter han genomgick Sjökrigshögskolan 1921–1923. Wesström befordrades till kapten 1931, till major 1937, till överstelöjtnant 1942 och till överste 1945. Han var souschef vid Kustartilleriinspektionen 1937–1940, stabschef vid Karlskrona fästning 1940–1943 och souschef vid marinstaben 1945–1954. Efter att ha beviljats avsked från krigstjänsten 1954 var Wesström verkställande direktör för stiftelsen Isaak Hirschs minne 1955–1971. Han blev riddare av Svärdsorden 1937, av Vasaorden 1938 och av Nordstjärneorden 1948 samt kommendör av andra klassen av Svärdsorden 1949 och kommendör av första klassen 1952. Wesström vilar på Galärvarvskyrkogården i Stockholm.